# Anza Ōyama
Anza Ōyama (Cidade do Cabo - 4 de maio de 1976) é uma cantora e atriz japonesa. Ficou conhecida pelo papel de Sailor Moon durante 5 anos no musical Sera Myu, atualmente é vocalista da banda japonesa de nu metal Head Phones President. Ela é filha de pai japonês e mãe sul-africana.
A irmã mais nova de Anza, Chiho Ōyama atuou como Makoto Kino/Sailor Jupiter no musical Shin Densestu Kourin (Beginning of the New Legend), em 1998, após Anza se graduar. Chiho foi a sexta atriz a interpretar a personagem.

## Carreira
Anza estreou musicalmente em 1992 como membro do grupo de idol pop "Sakurakko Club Sakura-gumi" e lançou alguns singles com elas. Ela e  Ayako Morino, também do Sakurakko Club, se lançaram como um duo Spin-off chamado "Momo". A dupla lançou singles em 1993 e 1994.
Com Anza se juntando aos musicais de Sailor Moon (Sera Myu), ela apareceu com regularidade nos CDs lançados pelo musical, em músicas solo e em grupo. Durante os cinco anos atuando como Sailor Moon ela pôde ser ouvida com o single "La Soldier" (lançado antes do primeiro musical), o primeiro de cinco Memorial Album of the Musical, bem como três de oito compilações foram lançados desde a concepção do Sera Myu.
Em 1994, "Moon Lips", um grupo de atrizes SeraMyu também originárias do Sakurakko Club, gravou a versão da canção tema do anime de Sailor Moon, "Moonlight Densetsu" foi usada na terceira e quartas temporadas (Sailor Moon S e Sailor Moon Super S, respectivamente).
Logo após sua graduação no SeraMyu em 1998, ela lançou um single solo intitulado "Dream" pela gravadora Sony Music Entertainment Japan. "Dream" foi o tema de encerramento do programa de TV, Famitsu Wave. Em abril de 1999, ela lançou "Tobira wo Akete" (pela Victor Entertainment), um single usado como música tema do anime Cardcaptor Sakura. Em setembro de 1999, Anza cantou "Ai wo Shizumeteru", tema de encerramento do jogo Psychic Force 2 para PlayStation. Outra de suas músicas, "Mienai Chizu", foi inserida em uma cena do episódio 68 de Cardcaptor Sakura.
Em 1999, Anza foi em uma direção musical completamente diferente. Ela formou o "Deep Last Blue" (posteriormente Head Phones President) com os irmãos Hiro e Mar, que previamente a ajudou em sua carreira solo. Eles são uma banda de heavy metal, com harsh ocasionais e vocais gritados intercalados com um suave canto melódico. Anza é frequentemente introduzida como "vocal e visual". Eles referem suas músicas como "negativas", devido às suas letras emocionais derivadas de experiências traumáticas, (mas) acreditam que sua música expressa suas lutas de maneira esperançosa. A maioria das letras são de Anza; a música "Alienblood" representa os problemas dela de crescer no Japão como uma mestiça.
Em 2003, Toho gravou quatro apresentações do musical Les Misérables, eles lançaram quatro álbuns duplos (disponíveis apenas por encomenda direta no site da Toho). Anza aparece no álbum azul claro com Kazutaka Ishii como Jean Valjean.
Em 2006, Anza assinou com a Universal Music Japan e lanou seu debut single: "Kanata e", que foi utilizado como segundo tema de encerramento do anime "Glass no Kantai".
No fim de 2008, ela se uniu à banda de rock "Vitamin-Q" com Masami Tsuchiya, Kazuhiko Kato, Gota Yashiki e Rei Ohara. No entanto, após o suicídio de Kato em 17 de outubro de 2009, o grupo encerrou suas atividades.
Em 2011, Anza começou uma loja online em colaboração com  RIHO, "RAZ-Rabbit" é uma loja de roupas e assessórios.
Em 1 de maio de 2011, Anza performou um show solo em suporte às vítimas do Sismo e tsunami de Tohoku de 2011. No show, chamado "ANZA's box", ela cantou músicas dos musicais "SeraMyu", "GIFT" e "Les Misérables", além de músicas da carreira solo e participações de Iwana Misako (do SeraMyu), Manabu Oda (do musical Gift) e a banda dela, Head Phones President.
Em 24 de dezembro de 2011 Anza performou no "Live & Cafe Bar Rocky", em Tóquio, o show solo "ANZA Xmas LIVE". O show teve participação de TOMO (teclado), HIRO (guitarra), Norio Yoshida (baixo), Sakaguchi Masaru (percussão) e Maddie como convidado especial. Além das músicas do show anterior, ela também cantou músicas de natal fantasiada de Papai Noel.
No fim de 2012, Anza fez uma participação na música "Unmei no Megami" do grupo "Dragon Guardian", no álbum "The Best of Dragon Guardian Saga".

## Carreira nos palcos
Anza já se apresentou em uma série de produções, um sua maioria musicais. Sua primeira grande produção foi o papel principal de Sailor Moon nos musicais de Sailor Moon, conhecidos como Sera Myu. Ela foi um dos membros do elenco a permanecer mais tempo nos musicais, sendo a atriz que permaneceu mais tempo no papel principal. Em cinco anos ela performou em treze produções distintas, entre 1993 e 1998.
Aproximando-se o fim de sua extensão como Sailor Moon, ela atuou no musical chamado "2050-nen no Aoi Shima" entre 1997 e 1998. "Chiruchiru" era o nome de sua personagem. Em 2000, ela se separou da cena de musicais na montagem japonesa da peça Mr. Holland's Opus. Similarmente, em 2002, ela estava na montagem japonesa de When Harry Met Sally....
Em 2003, Anza retornou aos musicais no papel de Éponine em diversas produções da Toho da peça Les Misérables até 2006. Em 2004, Anza aparece como "Ellen" na produção de Miss Saigon (também produzida pela Toho) bem como na adaptação japonesa de Three Sisters de Anton Chekhov no papel de Irina.
Ela também aparece no videoclipe do VAMPS no cover que fizeram da música de Shampoo, "Trouble", em 2009.

## Photobook
- 1997: ANZA COMPLETE

## Filmografia
- 1992: Susume! Chikyū bōei shōjo-tai (Earth Defense Corps Girl! Promoted) - ela mesma
- 1992: Chuugakusei Nikki (Junior High School Diary) - ela mesma
- 1998: Shin Megami Tensei: Devil Summoner - Kamiya Tōichirō
- 2009: Trouble - Videoclipe de VAMPS

## Discografia

### Solo
- 1993: "Kokoro no Lion (Lion of the Heart) / Anza Ohyama"
- 1998: "Dream"
- 1999: "Tobira wo Akete" (扉をあけて?, Abra a Porta) – tema de abertura do anime Cardcaptor Sakura
- 2006: "Kanata he" (彼方へ?, Para o outro Lado) – segundo tema de abertura do anime "Glass no Kantai"

### com Sakurakko Club Sakura-gumi
- 1992: Nani ga Nandemo
- 1993: Do-Shite
- 1993: La Soldier
- 1994: Mou Ichido Waratte yo
- 1995: "Rashiku" Ikimasho / Moonlight Densetsu - part. Meu (Kajitani Miyuki), sob o nome "Moon Lips"

### com MOMO
- 1993: Just Combination
- 1993: SUMMER CANDLE -MOMO in New Caledonia (VHS)
- 1994: *Pocket Bell Night wa 5643#

### com Sera Myu
- Memorial Album of the Musical “Pretty Soldier Sailor Moon”: An Alternate Legend: The Dark Kingdom Revival Story
- Memorial Album of the Musical 2 “Pretty Soldier Sailor Moon S”: Usagi — The Path to Become the Soldier of Love
- Memorial Album of the Musical 3 “Pretty Soldier Sailor Moon SuperS”: Dream Warriors — Love — Into Eternity...
- Memorial Album of the Musical 4 “Pretty Soldier Sailor Moon Sailor Stars”
- Memorial Album of the Musical 5 “Pretty Soldier Sailor Moon” Eternal Legend
- Memorial Album of the Musical “Pretty Soldier Sailor Moon”: ~ Best Sound Track ~
- Memorial Album of the Musical “Pretty Soldier Sailor Moon”: Theme Songs 1993~1999
- Memorial Album of the Musical “Pretty Soldier Sailor Moon”: Best Songs Collection —Best Songs Chosen by Fans—
- Memorial Album of the Musical “Pretty Soldier Sailor Moon”: Love Ballad Edition
- Memorial Album of the Musical “Pretty Soldier Sailor Moon”: Dark Side Edition: Best Songs

### com Head Phones President
Ver discografia de Head Phones President

### com Vitamin-Q
- 2008: Vitamin-Q Featuring Anza

### Outras
- 1999: "Ai wo Shizumeteru" - tema de encerramento do jogo Psychic Force 2 para  PlayStation
- 2000: "Mienai Chizu" - música inserida no episódio 68 de Cardcaptor Sakura
- 2012: "Unmei no megami" (運命の女神?, Goddess of Destiny) - Dragon Guardian, no álbum "The Best of Dragon Guardian Saga"

## Musicais

### Como Usagi Tsukino/Sailor Moon
- 1993 - Summer Special Musical Bishoujo Senshi Sailor Moon - Gaiden Dark Kingdom Fukkatsu Hen
- 1994 - Winter Special Musical Bishoujo Senshi Sailor Moon - Gaiden Dark Kingdom Fukkatsu Hen-(Kaiteiban)
- 1994 - Bishoujo Senshi Sailor Moon - Super Spring Festival
- 1994 - Summer Special Musical Bishoujo Senshi Sailor Moon S - Usagi: Ai no Senshi e no Michi
- 1995 - Winter Special Musical Bishoujo Senshi Sailor Moon S - Henshin – Super Senshi e no Michi-
- 1995 - Spring Spring Special Musical Bishoujo Senshi Sailor Moon S - Henshin - Super Senshi e no Michi (Kaiteiban)
- 1995 - Summer Special Musical Bishoujo Senshi Sailor Moon SuperS - Yume Senshi - Ai - Eien ni...
- 1996 - Spring Special Musical Bishoujo Senshi Sailor Moon SuperS - (Kaiteiban) Yume Senshi - Ai - Eien ni... Saturn Fukkatsu Hen
- 1996 - Bishoujo Senshi Sailor Moon SuperS - Special Musical Show
- 1996 - Summer Special Musical Bishoujo Senshi Sailor Moon - Sailor Stars
- 1997 - Winter Special Musical Bishoujo Senshi Sailor Moon - Sailor Stars (Kaiteiban)
- 1997 - Summer Special Musical Bishoujo Senshi - Eien Densetsu
- 1998 - Winter Special Musical Bishoujo Senshi - Eien Densetsu (Kaiteiban) - The Final First Stage

### Como ela mesma/ convidada
- 1998 - Golden Week Fan Kansha Event
- 1999 - Boys Be... Alive
- 2000 - 500kai Kouen Kinen - 500th Performance Special~
- 2002 Spring 10th Aniversary Festival
- Dai 2 Bu - Memorial Talk & Live Show
- 777kai Kouen Kinen - 777th Performance of Sera Myu

### Outros Musicais
- 1997–1998 - Chiruchiru em "2050 no Aoi Tori"
- 2000 - Rowena Morgan em "Mr. Holland's Opus"
- 2002 - Emily Diner em "When Harry Met Sally..."
- 2003–2006 - Éponine em "Les Misérables"
- 2004 - Ellen em "Miss Saigon"
- 2004 - Irina Sergeyevna Prozorova em "Three Sisters"
- 2006, 2009, 2013 - Ayaka em "Gift"
- 2007 - Sint-Margherita em "Ai, Toki wo Koete Sekigahara Ibun"
- 2008 - Julia em "Rag and Jewelry"
- 2008 - Homma Ayako em "Only You Really Musical"
- 2008 - Tsukino Yayoi em "Ninshin Sasete"
- 2008 - Julia (Sawamoto Yuriko) em "Boro to Houseki"
- 2008 - Honma Ayako em "Kiss Yori mo Setsunaku"
- 2009 - Madeleine em "The Umbrellas of Cherbourg"
- 2009 - Amneris em "Aida"